# Ingistara
Ingistara war ein italienisches Volumenmaß in Vicenza und Venedig und für flüssige Waren, wie Wein, in Anwendung.
- Vicenza: 1 Ingistara = 75,6 Pariser Kubikzoll = 75 ⅜ Pariser Kubikzoll = 1,5 Liter
- Venedig: 1 Amphora Wein =  4 Bigoncia
  - 1 Bigoncia Zollwein = 4 Quarti = 16 Sechi = 64 Pfund = 256 Ingistara
  - 1 Bigoncia Kellerwein = 2 Mastelle = 14 Sechi = 56 Pfund
  - 1 Bigoncia = 111,6997 Wiener Maß[2] = 0,62 Liter
- 1 Secchia = 10 Ingistara